# Tomaz Kovacic
Tomaz Kovacic (* in Slovenj Gradec) ist ein slowenisch-österreichischer Opernsänger (Bariton).

## Werdegang
Kovacic erhielt nach der Matura seine erste Gesangsausbildung bei der Sopranistin Dušanka Simonović, die ihre Erfahrungen an den Opernhäusern in Split und Belgrad gesammelt hatte.
Sein Studium begann er 1996 als Gaststudent im Fach „Oper“ an der Universität für Musik und darstellende Kunst Graz (damals Hochschule).
Bereits während des Studiums trat er in mehreren Rollen in verschiedenen Sparten von Oper und Oratorium auf, die ihn unter anderem ans Opernhaus Graz, ans Opernhaus Maribor, an die Musikalische Komödie nach Leipzig und zum Lehár Festival Bad Ischl führten. 
2002 schloss er das Gesangsstudium bei Claudia Rüggeberg mit dem Bakkalaureat ab, ergänze es 2006 im Fach „Oper“ mit dem Mag. art. und erreichte seinen zweiten Mag. art. 2008 im Fach „Lied und Oratorium“ summa cum laude.
Nach dem Studium widmete er sich Raritäten der Opern- und Oratoriengeschichte, wie etwa der Oper „Der Rauchfangkehrer“ von Antonio Salieri oder dem Oratorium „Deborah“ von Georg Friedrich Händel.
Kovacic besuchte Meisterkurse bei Marjana Lipovsek und Christa Ludwig und weitete sein Bühnenrepertoire an der Oper und dem Schauspielhaus Graz auf Sprechtheater und Musical aus.
Seit 2015 ist Tomaz Kovacic fix am Musiktheater Linz engagiert. In Linz hatte er auch mehrere Auftritte im Landestheater und beim Brucknerfest, wo er unter Dirigenten wie Dennis Russell Davies, Takeshi Moriuchi, Markus Poschner, Gerrit Prießnitz, Guy Reibel und Leslie Suganandarajah sang.
2018 wirkte er als „Jesus“ bei der Welturaufführung des Osteroratoriums von Michael Stenov in der Pfarrkirche St. Peter in Linz/Spallerhof mit.

## Preise und Auszeichnungen
- 2009: 1. Preis beim Prof. Dichler-Wettbewerb in Wien

## Repertoire (Auswahl)
Das Repertoire von Tomaz Kovacic umfasst etwa 70 Partien von Oper über Operette, Musical, Messen und Oratorien bis hin zu Kompositionen zeitgenössischer Musik.

### Oper
- Ein Kappadozier in „Salome“ von Richard Strauss
- Anwalt in „Die Harmonie der Welt“ von Paul Hindemith
- Zwei Schachspieler in „Die andere Seite“ von Michael Obst
- Stimmen der Wächter in „Die Frau ohne Schatten“ von Richard Strauss
- Saretzki in Eugen Onegin von Pjotr Iljitsch Tschaikowski (russisch gesungen)

### Operette
- Chateauneuf in „Der Graf von Luxemburg“ von Franz Lehár
- Josef von Kismarty in „Die ungarische Hochzeit“ von Nico Dostal
- Exzellenz Kamek Pascha in „Die Rose von Stambul“ von Leo Fall
- Huckland in „Die Juxheirat“ von Franz Lehár

### Musical
- Aurora in „Cinderella paßt was nicht“ von Thomas Zaufke